# Шехзаде Махмуд
Шехзаде Махмуд (тур. Şehzade Mahmud; бл. 1587, Маніса — 1/7 червня 1603, Стамбул) — старший син Мехмеда III від його наложниці Халіме-султан. Був страчений за підозрою в змові проти батька-султана.  

## Біографія
Шехзаде Махмуд народився Манісі і був сином майбутнього султана Мехмеда III. Згідно з версією, висловленою турецьким істориком Гюнханом Берекчі, матір'ю Махмуда була саме Халіме-султан. Проте, турецький історик Ферідун Емеджен, автор статті про Мехмеда III в «Ісламській енциклопедії [Архівовано 29 грудня 2021 у Wayback Machine.]», посилаючись на англійського посла Генрі Лелло, пише про те, що мати Махмуда була втоплена в Босфорі в 1603 році, тоді як Халіме стала валіде-султан за молодшого сина в 1617 році. 
У Махмуда були повнорідні брат і сестра, а також кілька однокровних братів і сестер, серед яких і майбутній султан Ахмед I. Брат Махмуда, Мустафа, пізніше також став султаном Османської імперії. В 1592 р. Махмуд разом з братами приступив до навчання під керівництвом вчителя Мустафи-ефенді, прийнятого на службу батьком шехзаде. 
У січні 1595 року дід Махмуда Мурад III помер і на трон зійшов батько шехзаде. Махмуд опинився у палаці Топкапи, де всім заправляла валіде Сафіє-султан.

### Страта
Згідно з офіційною версією турецької історіографії, Махмуд, будучи вже свідомим юнаком, попросив батька від його імені взяти командування військом та піти з воїнами до Анатолії, щоб розгромити повстання Джелалі. Мехмеду ІІІ ця ідея не сподобалася і він вважав, що син, можливо, хоче таким чином повстати проти нього, щоб самому зайняти трон. Ще перед цим, у січні 1603 року, збунтувалися яничари та вбили кизляр-агу Газанфера, слугу Сафіє-султан: повсталі вважали, що Сафіє погано впливає на Мехмеда ІІІ і фактично сама керує державою. Яничари погрожували султану переворотом і, також, зажадали від Мехмеда ІІІ вислати матір султана до Старого палацу; султан підкорився, проте незабаром таємно повернув матір у Топкапи. До того ж, молодий Махмуд вже тоді мав велику популярність у яничарів. Сама Сафіє зіграла велику роль в страті шехзаде: в 1603 валіде перехопила повідомлення, відправлене Халіме-султан релігійним провидцем, який передбачив, що Мехмед III помре протягом шести місяців і йому успадковуватиме його старший син. Згідно з записами англійського посла, Махмуд був засмучений тим,  «що його батько перебуває під владою старої султанші, його бабусі, і держава руйнується, оскільки вона ніщо не поважає так, як власне бажання отримувати гроші, про що часто журиться його мати [Халіме-султан]», яка була «не до вподоби королеві-матері».
В результаті, султан став підозрювати сина у змові, ревнувати до популярності шехзаде і наказав задушити Махмуда вночі у його покоях чотирьма глухонімими катами, як було поширено в Османській імперії по відношенню до членів династії Османів. Мехмед ІІІ чекав зовні і коли наказ був виконаний зайшов в кіманату, щоб точно пересвідчитись в смерті сина. 

## В культурі
У турецькому телесеріалі 2015 року «Величне століття. Нова володарка» роль шехзаде Махмуда виконали Арда Ташарджан та Бариш Джанкуртаран.